# Daudzeva (stacja kolejowa)
Daudzeva (ros. Даудзева) – stacja kolejowa w miejscowości Daudzeva, w gminie Aizkraukle, na Łotwie. Położona jest na linii Jełgawa - Krustpils.

## Bibliografia

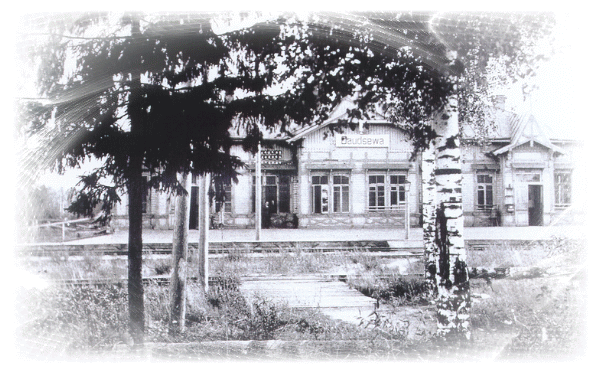
Stacja na początku XX w.
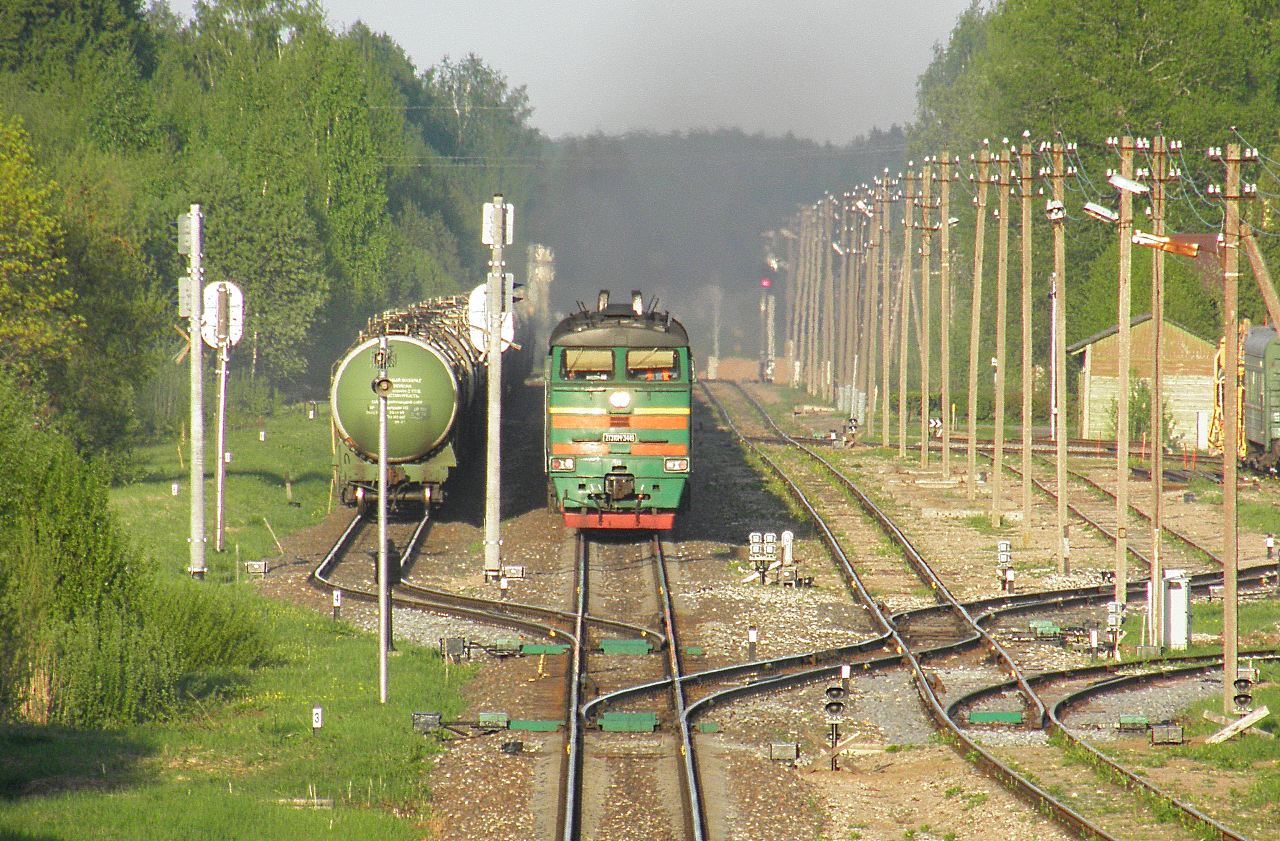